# 纳戈尔内农村居民点
纳戈尔内农村居民点（俄语：Нагорное сельское поселение）是俄罗斯联邦弗拉基米尔州佩图什基区所属的一个农村居民点。其下辖有60个居民点，行政中心为纳戈尔内。据2016年统计，该农村居民点的人口为4174人。